# Cornelis van der Elst
Cornelis Pieter Johannes „Cockie“ van der Elst (* 26. Juni 1928 in Rotterdam; † 6. September 2021) war ein niederländischer Eisschnellläufer.
Cornelis van der Elst gehörte in den 1950er Jahren zum Nationalkader der Niederlande. Da es zu dieser Zeit noch keine Kunsteisbahnen in den Niederlanden gab, trainierte er mit den anderen Athleten in Norwegen auf Natureisbahnen. Bei den Olympischen Winterspielen 1952 in Oslo belegte van der Elst im Wettkampf über 500 m den 19. und über 1500 m den 26. Platz. Zwei Jahre später stellte er über diese Distanzen mit Zeiten von 46,3 s und 2:25,1 min jeweils einen nationalen Rekord auf.
Nach seiner Karriere als Eisschnellläufer war er als Vorstandsmitglied und Trainer des Königlich Niederländischen Eisläufer-Bundes tätig. Er trainierte unter anderem Ria Visser.